# Photoplay
«Photoplay» (произносится Фотоплэй) — один из первых американских кинематографических фан-журналов.

## История
Первый номер журнала вышел в 1911 году в Чикаго. Поначалу он состоял преимущественно из коротких рассказов о сюжетах и персонажах новых фильмов, и служил рекламной площадкой для них. В 1915 году редакторами издания стали Джулиан Джонсон и Джеймс Куирк (последний был вице-президентом журнала с момента его основания). Они создали новый формат, которому стали следовать почти все журналы о знаменитостях, появившиеся позднее. К 1918 году тираж издания достиг 200 000 экземпляров, читателям становилась всё интереснее личная жизнь кинозвёзд.
В 1921 году журнал учредил «Медаль почёта» (с 1945 по 1969 год — «Золотая медаль за фильм года») — это стало первой заметной ежегодной кинематографической наградой в мире, на которую во многом ориентировался появившийся спустя восемь лет «Оскар». В 1920-х и 1930-х годах журнал считался очень влиятельным в индустрии кино. Известные фотографы и художники с удовольствием принимали приглашения оформить первую обложку очередного выпуска. В 1934 году издание выкупила компания Macfadden Communications Group. С 1937 года черно-белые фотографии и рисунки заменили цветные фото звёзд.
В 1941 году Photoplay слился с журналом Movie Mirror, в 1977 году — с TV-Radio Mirror, став называться Photoplay and TV Mirror.
Последний выпуск журнала увидел свет 15 апреля 1980 года. Президент Macfadden Communications Group, Питер Каллахан, заявил, что решение о закрытии издания было принято «очень неохотно», но «дни журналов о традиционном кино окончены». Ключевой состав Photoplay в количестве шести человек был переведён на работу в журнал Us Weekly, остальные сотрудники уволены. В знак того, что «эра телевидения» сменяет «эру кино» на обложке последнего выпуска впервые были размещены фото звёзд не кинематографа, а телевидения: Виктории Принсипал и Шарлин Тилтон.
Свои заметки в журнале регулярно печатали такие знаменитости как Шейла Грэм, Хедда Хоппер, Дороти Килгаллен, Луэлла Парсонс, Адела Роджерс Сент-Джонс, Роб Вагнер, Уолтер Уинчелл, Сильвия Голливудская, Сидни Сколски.
В 1952 году Photoplay стал издаваться в Великобритании. В апреле 1981 года он сменил название на Photoplay: Movies and Video. Закрыт в 1989 году.

## Медали
Комментарий: Указан год вручения награды за фильм предыдущего года.
| - 1921 — Юмореска - 1922 — Кроткий Дэвид - 1923 — Робин Гуд - 1924 — Крытый фургон - 1925 — Авраам Линкольн - 1926 — Большой парад - 1927 — Красавчик Жест - 1928 — Седьмое небо - 1929 — Четыре сына - 1930 — Дизраэли - 1931 — На Западном фронте без перемен - 1932 — Симаррон - 1933 — Нежная улыбка - 1934 — Маленькие женщины - 1935 — Барретты с Уимпоул-стрит - 1936 — Капризная Мариетта - 1937 — Сан-Франциско - 1938 — Отважные капитаны - 1939 — Возлюбленные - 1940 — Унесённые ветром | - 1945 — Идти своим путём - 1946 — Долина решимости - 1947 — Колокола Святой Марии - 1948 — История Джолсона - 1949 — Ловко устроился - 1950 — История Страттона - 1951 — Поле битвы - 1952 — Плавучий театр - 1953 — С песней в моём сердце - 1954 — Отныне и во веки веков - 1955 — Великолепная одержимость - 1956 — Любовь — самая великолепная вещь на свете - 1957 — Гигант - 1958 — Незабываемый роман - 1959 — Жижи - 1960 — Интимный разговор - 1961 — награда не вручалась - 1962 — Великолепие в траве - 1963 — Сотворившая чудо - 1964 — Как был завоёван Запад - 1965 — Непотопляемая Молли Браун - 1966 — Звуки музыки - 1967 — Русские идут! Русские идут! - 1968 — Грязная дюжина - 1969 — Ребёнок Розмари |

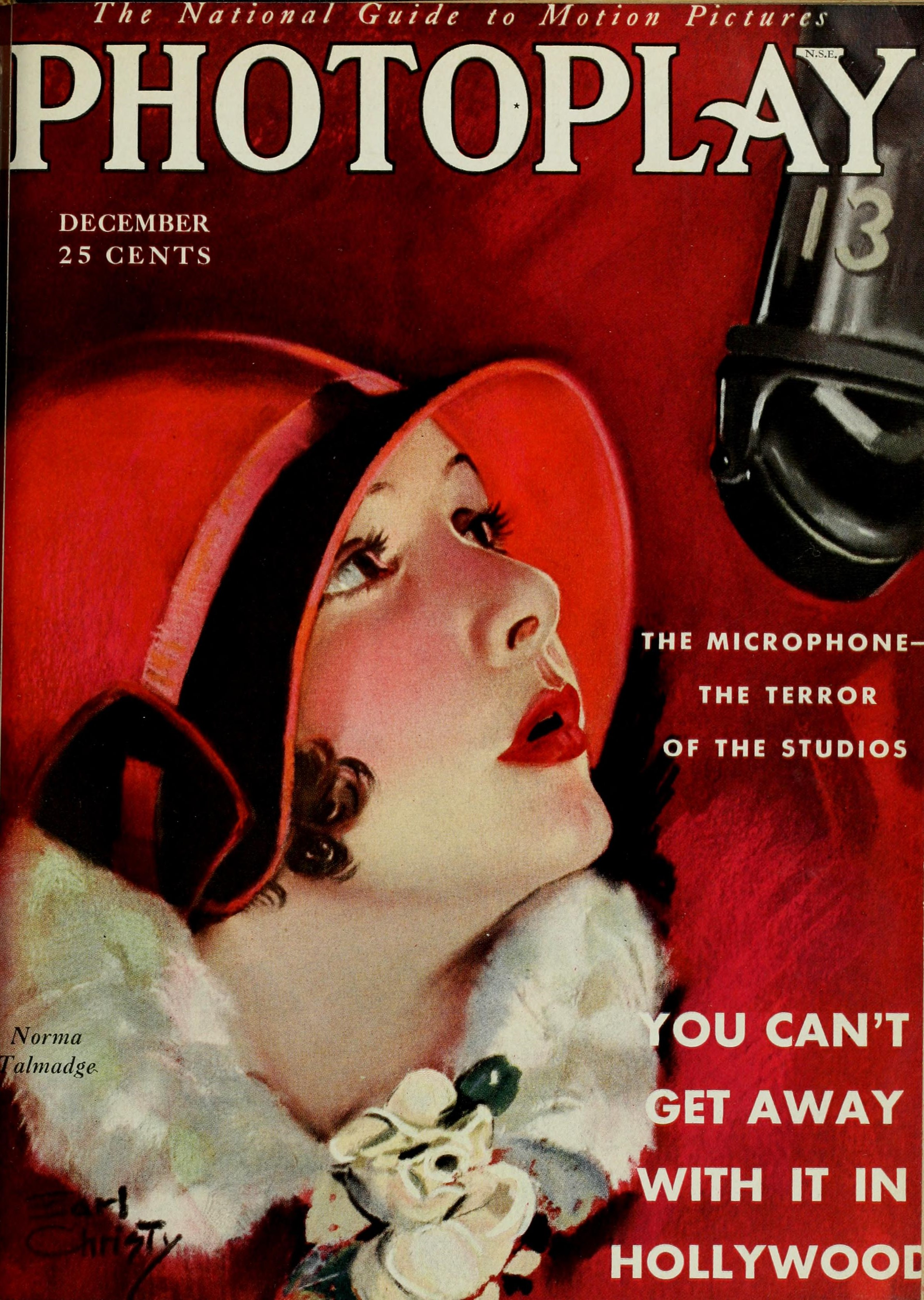
Обложка выпуска за декабрь 1929 г. «Микрофон — кошмар студий». Фото звезды немого кино Нормы Толмадж, которая, как и многие актрисы, не смогла войти в эпоху кино звукового.
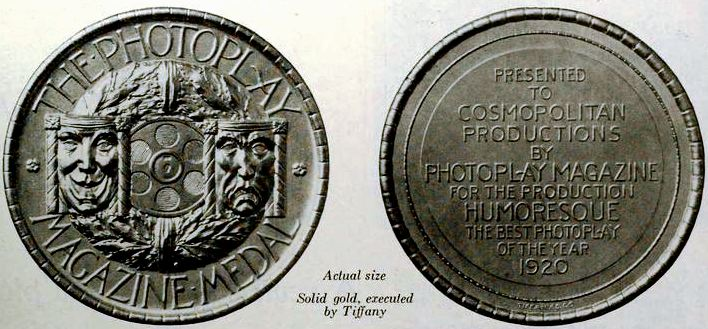
Первая медаль почёта. Изготовлена из золота компанией Tiffany & Co., вручена в 1921 г. киностудии Cosmopolitan Productions[англ.] за фильм «Юмореска[англ.]».
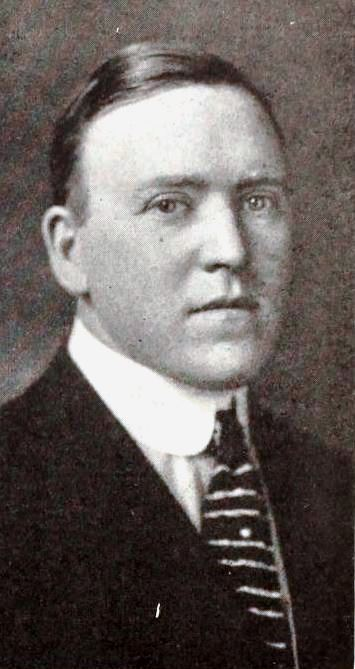
Джеймс Куирк[англ.] (1884—1932), фото 1920 г.